# Spilosoma daitoensis
Spilosoma daitoensis là một loài bướm đêm thuộc phân họ Arctiinae, họ Erebidae.